# Iwan Rudnycki
Iwan Rudnycki (niem. Johann Rudnicki) (ur. 1887 w okolicy Zaleszczyk, zm. 1951 w Niemczech) – ukraiński działacz społeczny, adwokat.

## Życiorys
W czasie I wojny światowej porucznik rezerwy Pułku Piechoty Nr 15, a następnie kapitan Armii Halickiej. 
W 1918 działacz Ukraińskiego Generalnego Komisariatu Wojskowego. Po wojnie polsko-ukraińskiej wyemigrował początkowo do Wiednia, potem do Pragi, gdzie był przedstawicielem UWO na Czechosłowację. W 1927 powrócił do Polski. W okresie międzywojennym był działaczem Ukraińskiej Organizacji Wojskowej oraz członkiem spółdzielczego wydawnictwa „Batkiwszczyna”, a w 1943 referentem wydziału prawniczego Zarządu Wojskowego, tworzącego 14 Dywizję Grenadierów SS. Po wojnie przebywał na emigracji w Niemczech.

## Ordery i odznaczenia
W czasie służby w c. i k. Armii otrzymał:
- Krzyż Zasługi Wojskowej 3 klasy z dekoracją wojenną i mieczami,
- Brązowy Medal Zasługi Wojskowej z mieczami na wstążce Krzyża Zasługi Wojskowej,
- Krzyż Wojskowy Karola[2].